# Campylocheta bicoloripes
Campylocheta bicoloripes là một loài ruồi trong họ Tachinidae.